# Robert De Maegd
Robert De Maegd is een personage uit de Vlaamse misdaadreeks Aspe. Het personage is te zien sinds het zesde seizoen van de serie en wordt vertolkt door Ludo Hoogmartens.
De Maegd komt niet voor in de gelijknamige boekenreeks.

## Verhaallijn
Robert De Maegd volgt zijn echtgenote Patricia Berghs voor haar werk van Tongeren naar Brugge en wordt inspecteur bij de LOD, waar hij Ivo Verbruggen moet opvolgen.
De Maegd maakt zijn intrede wanneer zijn toekomstige werkpartner Pieter Van In buiten strijd is en neemt meteen het lopende onderzoek over van zijn collega's. Die nemen hem dat niet in dank af en zijn zelfs van mening dat hij als nieuweling zijn boekje te buiten gaat. Uiteindelijk bewijst hij zichzelf wel als een uitstekende rechercheur, waardoor hij alsnog het respect van de anderen wint. Ook met Van In draait het uit op een prima samenwerking en na verloop van tijd worden de twee echte vrienden. Toch komt er even een serieuze kink in de kabel, wanneer Ivo Verbruggen vrijkomt uit de gevangenis en De Maegd hem openlijk wantrouwt.
Ook op privé-gebied vergaat het De Maegd geregeld tumultueus. Zo krijgt zijn tienerdochter Machteld De Maegd te kampen met een ernstige drugsverslaving, wat een enorme druk zet op zijn relatie met Patricia. Uiteindelijk komt het weer goed met Machteld, maar tussen Rob en Patricia wordt het nooit meer echt hetzelfde. Toch maken ze er het beste van, maar aan hun herstelde gezinsleven komt abrupt een einde wanneer Patricia na een nachtelijke uitstap overhoop wordt gereden en sterft. Al snel blijkt dat er kwaad opzet in het spel was, en De Maegd zet alles op alles om de moordenaar van zijn vrouw te vinden. Wanneer die persoon een tijdje later in koelen bloede wordt neergeschoten, wordt De Maegd zelf verdacht van moord. Uiteindelijk blijkt hij niets met de affaire te maken te hebben.

## Trivia
- Ludo Hoogmartens speelde eerder al een ander personage in Aspe: in de dubbelaflevering Het afscheid (seizoen 4) nam hij de rol van crimineel Dirk Bastiaens voor zijn rekening.